# Данелс, Леннерд
Леннерд Данелс (нидерл. Lennerd Daneels; род. 10 апреля 1998, Гьерле, Фламандский регион) — бельгийский футболист, вингер клуба «Хелмонд Спорт».

## Клубная карьера
Данелс — воспитанник клубов «Беерсхот» и ПСВ. 25 августа 2017 года в матче против «Хелмонд Спорт» он дебютировал за дублирующий состав последних в Эрстедивизи. Летом 2019 года Данелся перешёл в «Валвейк». 3 августа в матче против «ВВВ-Венло» он дебютировал в Эредивизи. 5 декабря 2020 года в поединке против «ВВВ-Венло» Леннерд забил свой первый гол за «Валвейк». Летом 2022 года Данелс подписал контракт с клубом «Рода». 4 сентября в матче против «МВВ Маастрихт» он дебютировал за новую команду. 11 августа 2023 года в поединке против «Хелмонд Спорт» Леннерд забил свой первый гол за «Роду».
Летом 2024 года Данелс перешёл в «Хелмонд Спорт».

## Международная карьера
В 2015 году Данелс в составе юношеской сборной Бельгии вышел в полуфинал юношеского чемпионата Европы в Болгарии. На турнире он сыграл в матчах против команд Германии, Чехии, Словении, Хорватии и Франции.
В том же году Данелс помог юношеской сборной занять третье место на юношеском чемпионате мира в Чили. На турнире он сыграл в матче против команды Эквадора.